# Lisa Lichtfus
Lisa Lichtfus (Aye, 28 december 1999) is een Belgisch voetbalspeelster. Sinds de zomer van 2024 speelt ze als doelverdediger bij Le Havre AC in de Division 1 Féminine.
In 2016/17 en 2017/18 speelde Lichtfus met Standard Luik in de UEFA Women's Champions League.

## Statistieken
| Seizoen | Club        | Land      | Competitie          | Wedstrijden | Doelpunten |
| ------- | ----------- | --------- | ------------------- | ----------- | ---------- |
| 2021/22 | Dijon FCO   | Frankrijk | Division 1 Féminine | 6           | 0          |
| 2022/23 | Dijon FCO   | Frankrijk | Division 1 Féminine | 21          | 0          |
| 2023/24 | Dijon FCO   | Frankrijk | Division 1 Féminine | 18          | 0          |
| 2024/25 | Le Havre AC | Frankrijk | Division 1 Féminine | 11          | 0          |
| Totaal  | Totaal      | Totaal    | Totaal              | 56          | 0          |

Laatste update: december 2024

## Interlands
Lichtfus speelde in de jeugdelftallen van het Belgisch vrouwenelftal. In 2019 werd ze voor het eerst opgeroepen voor het Belgisch voetbalelftal de Red Flames. Op 23 februari 2024 maakte ze haar debuut voor de Red Flames.

## Privé
Lichtfus studeert Medicijnen aan de Universiteit van Luik.